# Liptov
Liptov (nombre eslovaco; en húngaro: Liptó; en alemán: Liptau; en polaco: Liptów; en latín: Liptovium) es el nombre de una división administrativa histórica del Reino de Hungría. Este territorio está en la actualidad en el norte de Eslovaquia. Hoy tan solo es una designación informal de este territorio.

## Geografía

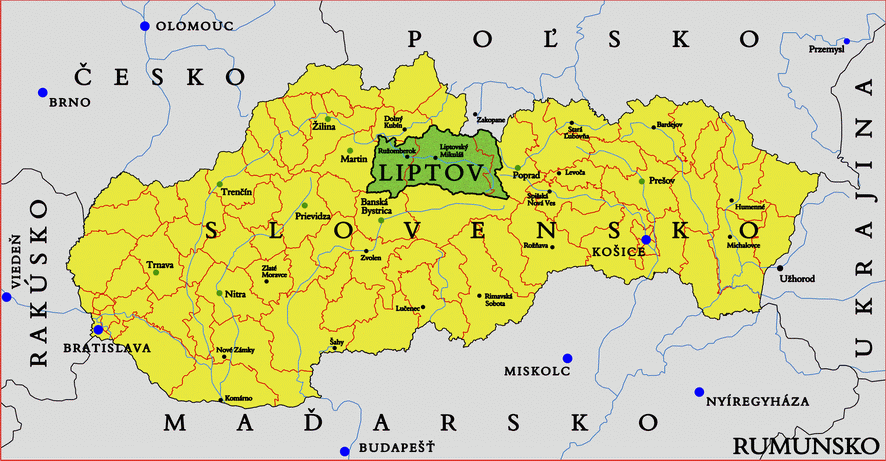
Liptov en Eslovaquia.

El condado de Liptov compartía fronteras con la tierra austriaca de Galicia y los condados húngaros de Árva, Turóc, Zólyom, Gömör-Kishont y Szepes. El territorio de este condado se situaba alrededor del río Váh entre los Altos Tatras y los Bajos Tatras. Ocupaba 2.247 km² en 1910.

## Capitales
Las capitales fueron el Castillo de Liptov y los pueblos Liptovská Mara y Partizánska Ľupča. Desde 1677 la capital fue Liptovský Mikuláš.

## Historia
El condado de Liptov comenzó a formar parte de Hungría antes del siglo XV. En 1918 el condado empezó a formar parte oficialmente de Checoslovaquia.
Durante la Segunda Guerra Mundial, cuando Checoslovaquia se separó temporalmente, Liptov formaba parte de la independiente Eslovaquia. Después de esta guerra, volvió a formar parte de Checoslovaquia otra vez. En 1993, Checoslovaquia se separó y Liptov finalmente pasó a manos de Eslovaquia.

## Demografía
Población según su idioma en 1910:
- Eslovacos: 78.098
- Húngaros: 4.345
- Alemanes: 2.591